# Fjelldal
Fjelldal is een plaats in de Noorse gemeente Tjeldsund, provincie Troms. Fjelldal telt 314 inwoners (2007) en heeft een oppervlakte van 0,74 km².